# 大行満
大行満（だいぎょうまん、あるいは大行満位）とは、日本の密教・修験道において、千日回峰行を満行した者に与えられる称号。

## 概要
比叡山延暦寺の千日回峰行において、一千日の行程のうち七百日を修了すると無動寺明王堂で堂入りの行に入るが、堂入りを終えた者は行満と呼ばれる。その後、一千日の行を終えた者を大行満（北嶺大行満）、大満行者と呼ぶ。
大行満は草履のままの土足参内が許される。これは9世紀、貞観時代に千日回峰行を始めたといわれる相応の伝説によるとされる。。
比叡山以外の山、例えば大峯山、求菩提山などでも比叡山の流れを汲む形で千日回峰行が行われているが、そこでも満行した者は大行満と呼ぶ。

## 近年の著名な大行満位者
- 箱崎文応（比叡山、1940年満行）
- 叡南祖賢（比叡山、1946年満行）
- 葉上照澄（比叡山、1953年満行）
- 勧修寺信忍（比叡山、1954年満行）
- 叡南覚照（比叡山、1960年満行）
- 小林栄茂（比叡山、1960年満行）
- 宮本一乗（比叡山、1962年満行）
- 光永澄道（比叡山、1970年満行）
- 叡南俊照（比叡山、1979年満行）
- 酒井雄哉（比叡山、2度満行。1980年・1987年満行）
- 柳澤眞悟（大峯山、1983年満行）
- 山田龍真（求菩提山、1986年満行）
- 光永覚道（比叡山、1990年満行）
- 上原行照（比叡山、1994年満行）
- 塩沼亮潤（大峯山、1999年満行）
- 藤波源信（比叡山、2003年満行）
- 光永圓道（比叡山、2009年満行）
- 釜堀浩元（比叡山、2017年満行）